# Betacisme

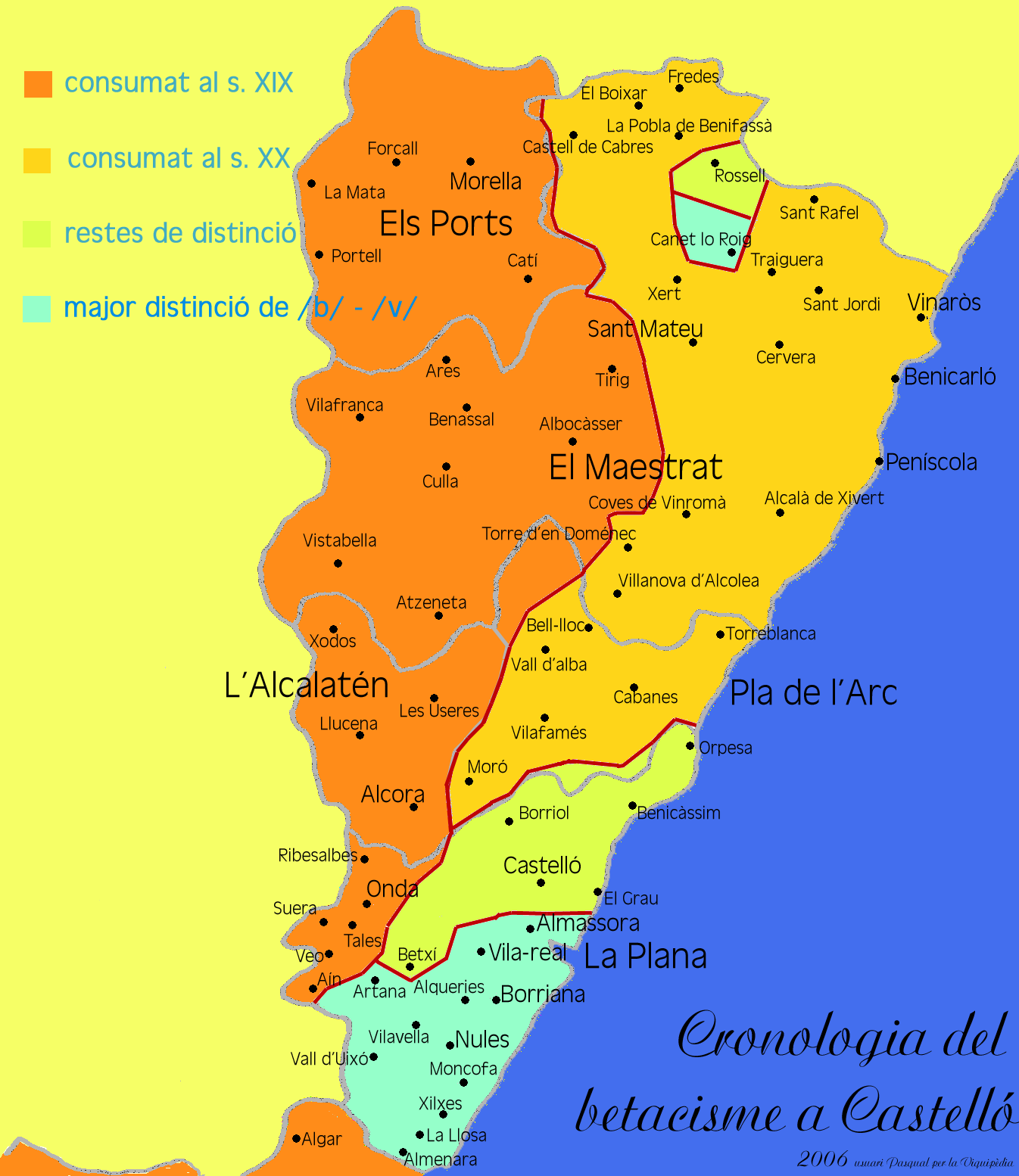
Expansió del betacisme a Castelló

El betacisme és un fenomen fonètic que consistix a pronunciar la consonant v (el fonema fricatiu labiodental sonor) com a b (el fonema oclusiu bilabial sonor), cosa que provoca la pèrdua de l'oposició fonemàtica entre les dues consonants.
El betacisme és característic, però no exclusiu, de les llengües iberoromàniques i occitanoromàniques, a excepció del portuguès i el català en les varietats valenciana, balear i algueresa, o en una pronúncia acurada. Alguns han assenyalat la possibilitat d'una influència o substrat basc o ibèric en aquest sentit, ja que el fonema fricatiu labiodental sonor manca en aquest idioma. També són betacistes una part important de l'occità, els dialectes portuguesos del nord, el sard i alguns dialectes italians del sud.
Quan s'observa el fenomen del betacisme, este apareix amb un al·lòfon fricatiu bilabial sonor ([β]), mentre que és absent en llengües que distingixen entre /b/ i /v/. Tot i que en neerlandès coexistixen els tres fonemes: /b/ (escrit 'b'), /v/ ('v') i /β/ ('w').

## Betacisme en català
En part sota la influència del castellà, i la immigració occitana dels segles xvi i xvii, en català el betacisme ha anat creixent. Actualment, subsistix la distinció entre /b/ i /v/ en alguns parlars valencians, a les Balears i al Camp de Tarragona. No obstant això, sembla que la distinció entre v i b va ser general arreu del País Valencià fins a principis del segle xix.

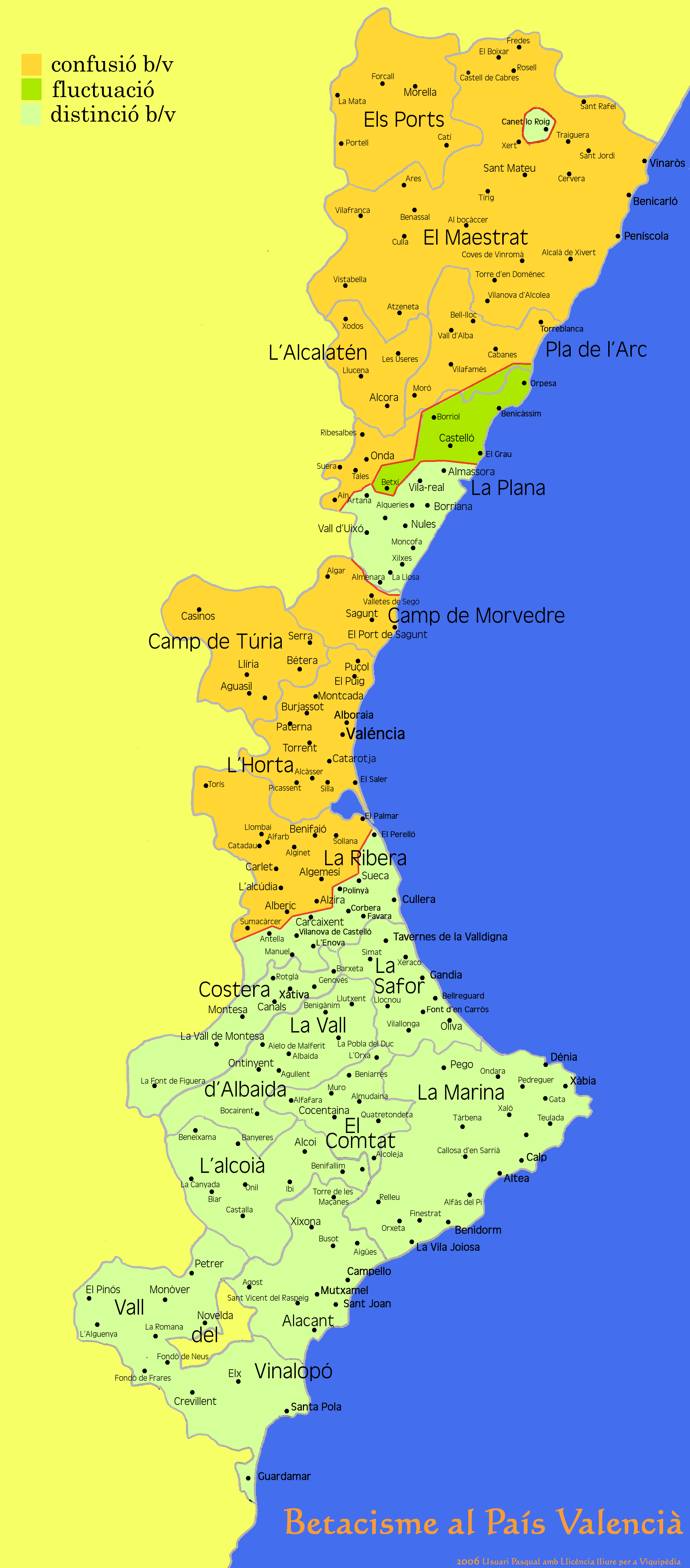
Isoglosses del betacisme al País Valencià